# Paracaligella
Paracaligella es un género de foraminífero bentónico de la familia Caligellidae, de la superfamilia Moravamminoidea, del suborden Fusulinina y del orden Fusulinida. Su especie tipo es Paracaligella antropovi. Su rango cronoestratigráfico abarca desde el Ludloviense (Superior superior) hasta el Tournaisiense (Carbonífero superior).

## Discusión
Clasificaciones más recientes incluyen Paracaligella en la superfamilia Caligelloidea, del suborden Earlandiina, del orden Earlandiida, de la subclase Afusulinana y de la clase Fusulinata.

## Clasificación
Paracaligella incluye a las siguientes especies:
- Paracaligella antropovi
- Paracaligella elegans
- Paracaligella geniculata
- Paracaligella lobata
- Paracaligella spinosa

En Paracaligella se ha considerado el siguiente subgénero:
- Paracaligella (Glubokoevella), aceptado como género Glubokoevella